# デイヴィッド・アンダース
デイヴィッド・アンダース・ホルト（David Anders Holt、1981年3月11日 - ）は、アメリカ合衆国の俳優。

## 経歴
オレゴン州グランツパスで四人兄妹の四番目として生まれた。デイヴィッドは若いころから芸能活動をしていたが、高校時代はバスケットボールやテニスに熱中し、大半を費やした。17歳のとき、ジーザス・クライスト・スーパースターに出演した。
その後、ロサンゼルスに移住。舞台に出演したとき、芸名が同じ俳優がいたため、そのときだけ、デイヴィッド・ホルトという芸名で出演した。
人気スパイドラマ『エイリアス』で注目を浴び、数話の予定が、視聴者の要望が多かった為に、その後も出演し続けた。
『エイリアス』で共演したグレッグ・グランバーグとは、その後『HEROES』で再共演をはたしている。
海外ドラマだけでなく、映画でもジェシカ・アルバの人気作の続編『イントゥ・ザ・ブルー2』や、スティーヴン・キング原作の『チルドレン・オブ・ザ・コーン』のリメイクに出演した。

## 出演作品

### 映画
- The Source（2002年）、ブージー（Booji） 役
- レディ・アルティメイタム（2005年）、ギャリソン（Garrison） 役
- Left in Darkness（2006年）、ドノバン（Donovan） 役
- ELI（2007年）、イーライ（Eli） 役
- スティーヴン・キング トウモロコシ畑の子供たち（2009年）、バートン・スタントン（Burton Stanton） 役
- ゾンビ処刑人（2009年）、バート（Bart） 役
- イン・トゥ・ザ・ブルー2（2009年）、カールトン（Carlton） 役

### テレビドラマ
- エイリアス（2002-2006年）、ジュリアン・サーク（Julian Sark） 役
- HEROES（2007-2008年、2010年）、ケンセイ・タケゾウ/アダム・モンロー（Kensei Takezo/Adam Monroe） 役
- 24 -TWENTY FOUR-（2010年）、ジョセフ・バザエフ （Josef Bazhaev） 役
- ヴァンパイア・ダイアリーズ（2010-2011年、2014、2017年）、ジョナサン・"ジョン"・ギルバート （Johnathan "John" Gilbert） 役
- ワンス・アポン・ア・タイム（2011-2016年）、ホエール医師（Dr. Whale） 役
- ダニーのサクセス・セラピー（2013年）、トロイ・カトラー （Troy Cutler） 役
- iゾンビ（2015-2019年）、 ブレイン・デビアス（Blaine DeBeers） 役

### テレビドラマ(ゲスト出演)
- CSI:科学捜査班（2004年）、トラビス・ワトソン（Travis Watson） 役
- チャームド 〜魔女3姉妹〜（2005年）、ロジェ伯爵（Count Roget） 役
- CSI:マイアミ（2005年）、ブライアン・ミラー（Brian Miller） 役
- デッドウッド ～銃とSEXとワイルドタウン（2006年）、歩兵 役
- グレイズ・アナトミー 恋の解剖学（2007年）、ジム（Jim） 役
- ライ・トゥ・ミー 嘘は真実を語る（2009年）、ラッセル・スコット（Russell Scott） 役
- ウェアハウス13 〜秘密の倉庫 事件ファイル〜（2010年）、ヨナ・レイット （Jonah Raitt） 役
- アンダーカバー（2010年）、マシュー・ハント （Matthew Hunt） 役
- Dr.HOUSE（2012年）、ビル・コッペルマン （Bill Koppelman） 役
- クリミナル・マインド FBI行動分析課（2013年）、アントン・ハリス （Anton Harris） 役
- ARROW/アロー（2013年）、サイラス・バンチ （Cyrus Vanch） 役
- STALKER:ストーカー犯罪特捜班（2015年）、ダレン・タイラー（Darren Tyler） 役
- Comedy Bang! Bang!（2016年）、ロキ（Loki） 役